# ملاريا مصاحبة للحمل
الملاريا المصاحبة للحمل (بالإنجليزية: (Pregnancy-associated malaria (PAM)‏ أو الملاريا المشيمية هي عرض للمرض الشائع الذي يهدد حياة الأم والجنين. ويرجع السبب الرئيسي في الإصابة بالملاريا المرتبطة بالحمل إلى الإصابة بالمتصورة المنجلية ، وهو أخطر أنواع الطفيليات المسببة للملاريا التي تصيب البشر. خلال فترة الحمل، تواجه المرأة مخاطر أعلى بكثير من الإصابة بالملاريا والمضاعفات المرتبطة بها. تعد الوقاية من الملاريا وعلاجها عنصرين أساسيين في الرعاية السابقة للولادة في المناطق التي يتوطن فيها الطفيلي.
في حين أن المواطن العادي البالغ في منطقة موبوءة يمتلك بعض المناعة ضد الطفيلي، فالحمل يسبب مضاعفات تترك المرأة والجنين في حالة ضعيفة للغاية. يتداخل الطفيلي مع انتقال المواد الحيوية من خلال المشيمة الجنينية، مما يؤدي في كثير من الأحيان إلى ولادة جنين ميت أو إجهاض تلقائي أو انخفاض الوزن عند الولادة بشكل خطير. يهتم المجتمع الصحي الدولي بمأساة الملاريا في البلدان النامية، ولكن حتى وقت قريب لم يتم التعامل مع مرض الملاريا المصاحب للحمل ومضاعفاته الفريدة. 

## العلامات والأعراض
قد تظهرعلى النساء المصابات بالملاريا المصاحبة للحمل أعراضًا طبيعية للملاريا، ولكن أيضًا من الممكن أن لا يظهر عليهن أي أعراض ظاهرة أو يصبن بأعراض غير قوية، بما في ذلك نقص الحمى المميزة. هذا قد يمنع المرأة من السعي للعلاج على الرغم من الخطرالواقع عليها وعلى طفلها الذي لم يولد بعد.

## السبب
ينتج المرض عن تجمع كريات الدم الحمراء المصابة بمتصورة المنجلية والتي ثبت أنها تلتصق بسلفات الكوندروتن أ على بروتيوغليكان المشيمية مما يسبب تراكمها في الفراغات التداخلية للمشيمة، مما يعوق التدفق المهم للمغذيات من الأم إلى الجنين.

## علم الأوبئة
على الصعيد العالمي، فهناك ما يقرب من125 مليون أو أكثر من النساء الحوامل كل عام يعانين من خطر الإصابة بالملاريا المرتبطة بالحمل. وتسبب الملاريا المرتبطة بالحمل حوالي 100000 حالة وفاة بين الأطفال كل عام، ويرجع ذلك إلى حد كبير إلى انخفاض الوزن عند الولادة.